# Maksymilian Tarejwo
Maksymilian (Maksym) Tarejwo imię świeckie Józef (ur. 13 marca 1832 w Prenach koło Mariampola, zm. 19 lipca 1864 w Koninie) – polski zakonnik kapucyński, kapelan Powstania styczniowego, zamordowany przez Rosjan w Koninie.

## Życiorys
Syn Antoniego i Elżbiety Markiewicz. Szkołę ukończył w Suwałkach (trzy klasy), potem pracował w Warszawie w handlu korzennym i na poczcie. Do zakonu Kapucynów wstąpił 9 czerwca 1854 w Lubartowie. Święcenia kapłańskie otrzymał w 1860 w Warszawie. Od tego czasu zaczął wygłaszać bardzo popularne kazania o charakterze narodowo-wyzwoleńczym. Porównywał w nich Polskę do Winnicy Chrystusowej, atakowanej przez heretyckich schizmatykow. Pozyskował licznych członków do organizacji patriotycznych. Był kapelanem w Cytadeli Warszawskiej i modlińskiej, gdzie działał na rzecz łagodzenia kar dla więźniów. 12 lipca 1862 został przeniesiony do opactwa w Lądzie, za przemycanie do cel prasy zagranicznej.

## Działalność w powstaniu styczniowym
Zaraz po wybuchu Powstania styczniowego przyłączył się do walczących oddziałów Kazimierza Mielęckiego i Edmunda Taczanowskiego. Używał pseudonimów Ksiądz Maks, Dąb i Piorunek. Pełnił głównie rolę kapelana, ale też zachęcał do czynnego oporu. Odbierał przysięgi od żołnierzy i koordynował działania kurierskie oraz przemytnicze (klasztor w Lądzie leżał na granicy Królestwa Kongresowego i Wielkiego Księstwa Poznańskiego). Ranny w Bitwie pod Ignacewem, po której udał się na kurację do Śremu. 

## Aresztowanie i śmierć
Aresztowany w nocy z 15 na 16 czerwca 1864 na terenie lądzkiego opactwa, został przetransportowany do więzienia w Koninie. Sąd polowy skazał go na powieszenie. Zarzucano mu podżeganie do buntu z ambony. W akcie oskarżenia umieszczono też zarzut o mordowanie niemieckich kolonistów, co nie było zgodne z prawdą (uczestniczył w sądach polowych nad kolonistami współpracującymi z Rosją, gdzie najczęściej starał się łagodzić zasądzane wyroki).
Egzekucji dokonano 19 lipca na błoniach nadwarciańskich w Koninie, w rejonie dzisiejszego Wału Tarejwy. W czasie egzekucji do końca był świadomy i umarł z okrzykiem Niech żyje Polska!, przy dźwiękach utworu Boże cara chrani! i odgłosach wszystkich konińskich dzwonów kościelnych. Miejsce zbrodni rosyjscy żołnierze stratowali końmi i pełnili tam straż przez tydzień. Dziś znajduje się tutaj symboliczna mogiła kapłana. 
Mieszkańcy okolicznych zabudowań zabrali ciało ks. Tarejwy po egzekucji. Został on pochowany na cmentarzu parafialnym przy ulicy Kolskiej. Według tradycji, mieszkańcy Lądu chcieli, aby zakonnik został pochowany w ich miejscowości i wykradli ciało z konińskiego cmentarza, by pochować je w przy ścianie północnego ramienia transeptu lądeckiego opactwa (na wysokości ołtarza św. Urszuli). Posadzono tam cztery drzewa i ułożono staroużyteczną płytę. W latach 50. XX wieku, podczas badań wykopaliskowych, natrafiono tu na ślady sosnowej trumny.

## Upamiętnienie
- Jedna z konińskich ulic nazywa się Wał Tarejwy. Na tej samej ulicy znajduje się głaz z tablicą pamiątkową poświęconą zamordowanemu zakonnikowi[2][3]. W 1983 roku, z powodu przypadającej 119 rocznicy śmierci o. Maksymiliana Tarejwy, ustawiono na tym miejscu krzyż, który po pewnym czasie został usunięty przez "nieznanych sprawców"[4].
- W zewnętrzną ścianę kościoła klasztornego w Lądzie wmurowana jest tablica, upamiętniająca Maksymiliana Tarejwę[5].

- W 2023 roku wydany został tomik wierszy Tomasza Jankowskiego pt. „W krwawym polu srebrne ptaszę”. Poeta kilka wierszy, m.in.: „Ojciec Maksymilian Tarejwo”, poświęcił zamordowanemu zakonnikowi[6].